# Uí Fiachrach

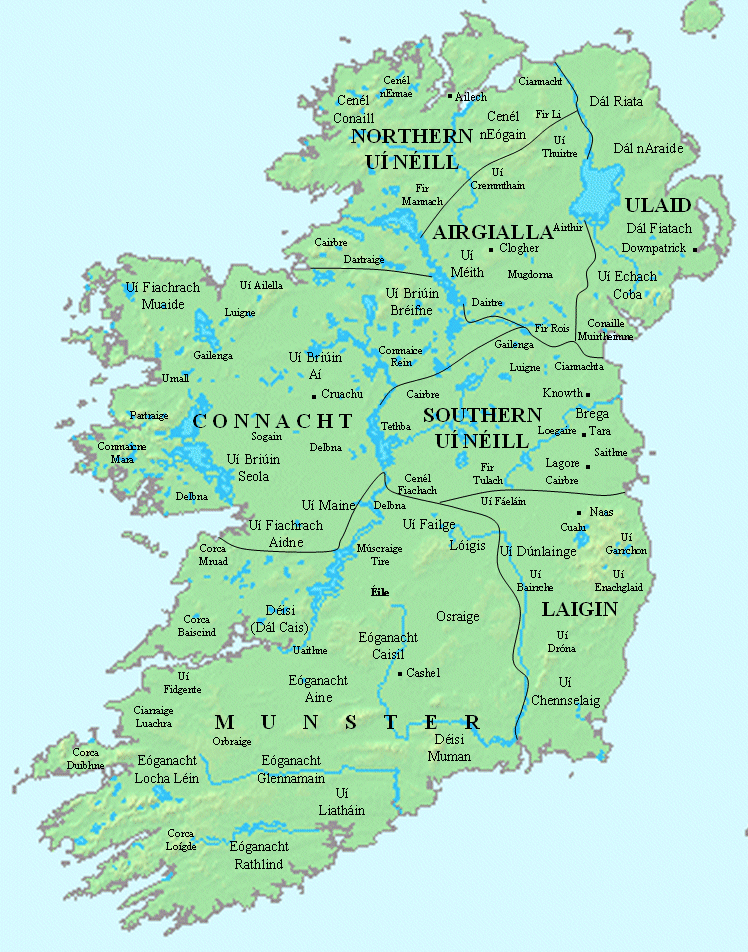
Popolazioni e regni dell'antica Irlanda, c.800

Gli Uí Fiachrach furono una dinastia reale irlandese che ebbe origine in, e i cui discendenti in seguito governarono, la provincia di Connacht in fasi diverse dalla metà del primo millennio in poi. Sostenevano di discendere da Fiachrae, un fratellastro più anziano di Niall Noigiallach o Niall dei Nove Ostaggi. Fiachrae e i suoi due fratelli, Brion e Ailill, furono gli antenati collettivi della dinastia Connachta, che diede il nome alla provincia. La loro madre era Mongfind.
Le altre due dinastie comprese nei Connachta furono gli Uí Briúin - discendenti di Brion - e gli Uí nAilello - discendenti di Ailill. Quest'ultima sprofondò nell'oscurità in una fase iniziale, ma sia gli Uí Fiachrach che gli Uí Briúin e le loro numerose sette secondarie furono protagonisti di rilievo nella storia del Connacht per mille anni. Nel XII secolo, un discendente degli Uí Briúin, Ruaidri mac Tairrdelbach Ua Conchobair, divenne re supremo d'Irlanda.

## Storia
Gli Uí Fiachrach si separarono in due rami distinti. Gli Ui Fiachrach Aidhne si stabilirono nel regno di Aidhne e si affermarono come la sua nuova dinastia regnante. Uí Fiachrach Aidhne era delimitato a nord e ad est dal potente regno indipendente di Hy-Many o Ui Maine; a ovest da Lough Lurgan e Corco Mo Druad (Corcomroe); e a sud dal territorio dei Déisi Tuisceart (in seguito Dál gCais, in seguito ancora O'Brien di Thomond).
Gli Uí Fiachrach Muaidhe erano invece localizzati lungo il fiume Moy in quelle che ora sono la contea di Mayo e la contea di Sligo. Sembra che una volta costituissero un unico regno, e governarono e riscossero tributi dalle tribù e nazioni più antiche situate tra Aidhne e Muaidhe, ma persero la presa sul potere all'inizio dell'VIII secolo. 
Nel 982 Aedh ua Dubhda, re di Uí Fiachrach Muaidhe, morì "una morte senza problemi". Fu il primo della sua dinastia a usare il cognome O Dubhda (anglicizzato in O'Dowd o Dowd). Brian, Melaghlin Carragh, Connor Oge e Murtogh mac Connor O Dubhda combatterono nella seconda battaglia di Athenry nel 1316, e solo Brian sopravvisse. Tuttavia, nel XIV secolo il loro potere era molto ridotto, così come il loro territorio che ora era quasi interamente costituito dalla baronia di Tireragh. Per questo motivo non furono più indicati come re, ma come Taoiseach (capi) di Uí Fiachrach Muaidhe.
Successivamente Tadgh O Dubhda divenne Taoiseach nel 1595. Nel 1601 condusse gli uomini di Uí Fiachrach a sud a Kinsale. Una tradizione afferma che "sopravvisse alla battaglia e si stabilì nella Contea di Kerry, dove la sua famiglia divenne in seguito conosciuta come Doody". I portatori del nome si trovano ancora sparsi per le contee di Sligo, Mayo e Galway.